# Andrzej Piątek
Andrzej Stanisław Piątek (ur. 6 września 1967 w Łopusznie) – polski trener kolarstwa. Brat Zbigniewa Piątka.

## Życiorys
W latach 1981–1986 był kolarzem Korony Kielce. W 1985 roku zajął szóste miejsce w górskich mistrzostwach Polski juniorów młodszych. Następnie był masażystą w kieleckim klubie (także w zespole piłkarskim), później w Gwardii Katowice i przez pół roku w Anglii. Pracował również w grupach zawodowych Mróz Borek Wielkopolski i belgijskiej Rotan Spiessens Bornem.
W drugiej połowie lat 90. XX wieku pełnił funkcje trenera kadry olimpijskiej MTB Sydney 2000 oraz trenera kadry szosowej młodzieżowców. W latach 1999–2011 był szkoleniowcem kadry narodowej MTB. W tym okresie prowadzeni przez niego zawodnicy zdobyli 19 medali mistrzostw świata (16 MTB i trzy na szosie), 12 mistrzostw Europy (11 MTB, jeden na szosie) i 133 mistrzostw Polski. Ponadto w 2008 roku Maja Włoszczowska została wicemistrzynią olimpijską.
W 2001 roku utworzył zawodową grupę kolarską MTB Lotto-PZU S.A., funkcjonującą od 2009 pod nazwą CCC Polkowice. W 2012 zainicjował powstanie profesjonalnej grupy MTB 4F E-VIVE Racing Team, której został trenerem.
Czterokrotnie wybrany trenerem roku w kolarstwie (2001, 2002, 2003, 2005) w plebiscycie „Przeglądu Sportowego”, Wirtualnej Polski i Polskiego Związku Kolarskiego. Odznaczony Złotym Krzyżem Zasługi (2008) i Krzyżem Kawalerskim Orderu Odrodzenia Polski (2010).
W 2018 roku został zatrzymany w związku z wykorzystywaniem seksualnym zawodniczek. W dniu 2 lutego 2022 roku Sąd Okręgowy w Legnicy wydał nieprawomocny wyrok skazujący Andrzeja Piątka na łączną karę pozbawienia wolności na okres 4 lat i 6 miesięcy oraz zakazujący mu pracy jako trener kolarstwa na 6 lat, a także kontaktów z pokrzywdzonymi. 20 grudnia 2022 Sąd Apelacyjny we Wrocławiu uchylił to rozstrzygnięcie w większej części. W przypadku dwóch zarzutów po zmianie ich kwalifikacji postępowanie zostało umorzone z uwagi na przedawnienie, w przypadku jednego z zarzutów orzeczono wyłącznie karę grzywny. 21 grudnia 2023 r. Sąd Najwyższy uchylił wyrok Sądu Apelacyjnego we Wrocławiu i przekazał sprawę Sądowi Apelacyjnemu we Wrocławiu do ponownego rozpoznania w postępowaniu odwoławczym, w części, co do dwóch zarzutów (utrzymano w mocy orzeczenie skazujące).